# Mis•an•thrope
Mis•an•thrope ist ein Nu-Metal-Album der US-amerikanischen Band Ded. Es wurde am 21. Juli 2017 über Suretone Records veröffentlicht.

## Entstehungsgeschichte
Ded lernten John Feldmann von Goldfinger fast zwei Jahre vor Veröffentlichung des Albums kennen. Während sie zusammen an ihrem Debütalbum arbeiteten produzierte Feldmann außerdem neue Alben von Blink-182, Black Veil Brides und ein Album seiner eigenen Band. In dieser Zeit wechselte die Band daher oft zwischen Los Angeles, wo sich das Studio befand, und ihrer Heimat Arizona.
Das Album selbst erschien am 21. Juli 2017 auf CD und LP über Suretone Records.

## Singles
Als Teaser erschienen vor Veröffentlichung insgesamt drei Singles, die mit passenden Musikvideos und Lyric-Videos auf das Album einstimmten. FMFY erschien am 2. Februar 2017 und war damit die Debüt-Single der Nu-Metal-Band. Es folgte Anti-Everything am 10. März und Dead to Me am 21. Juni 2017.
Am 12. September 2017 erschien das Video zu Remember the Enemy, bei dem Fred Durst von Limp Bizkit Regie führte. Als letzte Single erschien am 25. Januar 2018 Hate Me.

## Titelliste
1. Architect – 3:47
2. Anti-Everything – 3:14
3. Dead to Me – 3:17
4. FMFY – 3:11
5. Remember the Enemy – 3:32
6. Disassociate – 2:51
7. Rope – 3:59
8. Hate Me – 3:02
9. I Exist – 3:07
10. Inside – 3:26
11. Beautiful – 3:57

## Musikstil
Auf Mis•an•thrope spielt die Band aggressiven Nu-Metal, der sich aus verschiedenen Einflüssen wie Bring Me the Horizon, Lamb of God, Every Time I Die, Slipknot, Korn und Run the Jewels, aber auch Popmusik wie Michael Jackson und Jack Johnson. So wechseln sich härtere und poppigere Passagen ab. Gelegentlich gibt es auch Rap-Metal-Parts. Die Texte handeln überwiegend von inneren und äußeren Problemen und inneren Kämpfen. Sie versuchen ein Gefühl der Empowerment zu vermitteln.

## Cover
Auf dem Cover sind vier schwarze Figuren mit hellen Augen auf rotem Hintergrund zu sehen.

## Rezeption
Generell wurde das Album recht wohlwollend besprochen, auch wenn manche Rezensenten es als wenig innovativ ansahen.

„Ded liefern auf ihrem Debüt modernen, aber keineswegs innovativen Crossover-Metal. Die Fertigkeiten, sich bei den Stilmitteln der großen Referenzacts zu bedienen, haben sie – die Show stehlen sie ihnen aber noch nicht.“

## Chartplatzierungen
| Jahr | Album Details | höchste Chartposition | höchste Chartposition | höchste Chartposition |
| Jahr | Album Details | US Heat               | US Ind.               | US Sales              |
| ---- | ------------- | --------------------- | --------------------- | --------------------- |
| 2017 | Mis•an•thrope | 3                     | 16                    | 80                    |

| Titel              | Jahr | Höchste Chartposition |
| Titel              | Jahr | US Main               |
| ------------------ | ---- | --------------------- |
| FMFY               | 2016 | –                     |
| Anti-Everything    | 2017 | 18                    |
| Dead to Me         | 2017 | –                     |
| Remember the Enemy | 2017 | 21                    |
| Hate Me            | 2018 | 32                    |